# Bohater i Strach
Bohater i Strach (ang. Hero and the Terror) – amerykański film sensacyjny z 1988 roku w reżyserii Williama Tannena. Wyprodukowany przez Cannon Films. W filmie zagrał amerykański aktor Chuck Norris w roli detektywa Danny’ego O’Briena, który próbuje schwytać seryjnego mordercę, Simona Moona, zwanego jako „Strach”.
Premiera filmu miała miejsce 26 sierpnia 1988 roku w Stanach Zjednoczonych.

## Fabuła
Detektyw Danny O’Brien (Chuck Norris) schwytał seryjnego mordercę, zwanego „Strach”. Simon Moon (Jack O’Halloran) zamordował w kalifornijskim mieście Santa Monica 23 kobiety, a szaleńcy – jego naśladowcy – kolejne 12. O’Briena uznano za lokalnego bohatera. Wyczynu tego detektyw omal nie przypłacił życiem i musiał poddać się kuracji psychiatrycznej.

## Obsada
- Chuck Norris jako Danny O’Brien
- Brynn Thayer jako Kay
- Steve James jako Robinson
- Jack O’Halloran jako Simon Moon
- Jeffrey Kramer jako Dwight
- Ron O’Neal jako burmistrz
- Heather Blodgett jako Betsy
- Tony DiBenedetto jako Dobeny
- Billy Drago jako doktor Highwater
- Joe Guzaldo jako Copelli
- Peter Miller jako szef Bridges
- Karen Witter jako Ginger
- Christine Wagner jako doktor

i inni